# Portogruaro-Caorle
Portogruaro-Caorle (włoski: Stazione di Portogruaro-Caorle) – stacja kolejowa w Portogruaro, w regionie Wenecja Euganejska (prowincja Wenecja), we Włoszech. Stacja znajduje się na linii Wenecja-Triest.
Stacja została otwarta w 1886 roku, kiedy otwarto linię kolejową z Wenecji, przez San Dona di Piave.
W ramach projektu SFMR stacja zostanie zmodernizowana. Prace rozpoczęły się 1 października 2009 i zakończą się po upływie 630 dni.